# Santa Croya de Tera
Santa Croya de Tera es un municipio español de la provincia de Zamora y de la comunidad autónoma de Castilla y León. Tiene una superficie de 21,16 km² con una población de 260 habitantes y una densidad  de 12,28 hab/km².

## Toponimia
Cuenta la tradición que su origen está en unos pastores que procedían de Santa Marta de Tera. Estos, venían todos los días con sus ganados a pastar donde hoy se encuentra la actual población, llamada entonces “Sainte Croix”, por el convento de frailes que entonces había. Los pastores para evitar el desplazamiento diario se trasladaron definitivamente con sus familias.
Según el Profesor Villasante de la Universidad de Santiago de Compostela, Santa Croya proviene de Santa Claudia. Su apellido, “de Tera”, es debido a su enclave junto al río Tera, como le ocurre a otras muchas localidades ribereñas.

## Geografía
Ubicación
Santa Croya está ubicada en el espacio llamado en su tiempo "alfoz medieval de Benavente". A finales del siglo XIV el concejo de Benavente se hallaba dividido, a efectos administrativos, en seis merindades. Cada una de esas seis merindades coincidía con un marco geográfico determinado. De las seis merindades que componían la Villa de Benavente hasta 1434, Santa Croya pertenecía a la Merindad de Riba de Tera. Estos eran los pueblos más próximos que limitaban y siguen limitando con Santa Croya, a excepción del desaparecido pueblo denominado Santa Marina de Jamontes, son:
- Santa Marta de Tera y Camarzana de Tera, al norte.
- Melgar de Tera, al oeste.
- Santibáñez de Tera, al este.
- Villanueva de las Peras, Bercianos de Valverde y Santa María de Valverde, al sur.

Su acceso por carretera es a través de la A-6, para lo que se ha de tomar la salida 267 con la A-52 en dirección hacia Puebla de Sanabria, Orense y Vigo. Posteriormente se ha de continuar por la A-52, hasta tomar la salida 29 hacia Camarzana de Tera. Sin entrar en Camarzana, se ha de seguir por la N-525 y tras tomar el primer cruce a mano derecha, nos dirigiremos finalmente hacia Santa Croya.
Geología
Los suelos de Santa Croya pertenecen a la serie franco, mesetas piamontesas, asentadas sobre aglomerados, areniscas y arcilla abigarradas del Paleógeno cubierto por una capa del Cuaternario. Sus recursos hidráulicos superficiales principales son los del río Tera, existiendo una buena red de acequias y algunos pozos.
Clima
El clima de la zona es continental, con inviernos largos y fríos y con veranos cortos y con frecuencia calurosos. Su proximidad al río hace que en los meses de invierno sean frecuentes las intensas nieblas. Las precipitaciones se reparten irregularmente durante todo el año. De acuerdo a la clasificación climática de Köppen, Santa Croya de Tera posee un clima mediterráneo de tipo Csb. (templado con verano seco y templado)
| Parámetros climáticos promedio de Santa Croya de Tera en el periodo 1968-2003 | Parámetros climáticos promedio de Santa Croya de Tera en el periodo 1968-2003 | Parámetros climáticos promedio de Santa Croya de Tera en el periodo 1968-2003 | Parámetros climáticos promedio de Santa Croya de Tera en el periodo 1968-2003 | Parámetros climáticos promedio de Santa Croya de Tera en el periodo 1968-2003 | Parámetros climáticos promedio de Santa Croya de Tera en el periodo 1968-2003 | Parámetros climáticos promedio de Santa Croya de Tera en el periodo 1968-2003 | Parámetros climáticos promedio de Santa Croya de Tera en el periodo 1968-2003 | Parámetros climáticos promedio de Santa Croya de Tera en el periodo 1968-2003 | Parámetros climáticos promedio de Santa Croya de Tera en el periodo 1968-2003 | Parámetros climáticos promedio de Santa Croya de Tera en el periodo 1968-2003 | Parámetros climáticos promedio de Santa Croya de Tera en el periodo 1968-2003 | Parámetros climáticos promedio de Santa Croya de Tera en el periodo 1968-2003 | Parámetros climáticos promedio de Santa Croya de Tera en el periodo 1968-2003 |
| Mes | Ene.                                                                          | Feb.                                                                          | Mar.                                                                          | Abr.                                                                          | May.                                                                          | Jun.                                                                          | Jul.                                                                          | Ago.                                                                          | Sep.                                                                          | Oct.                                                                          | Nov.                                                                          | Dic.                                                                          | Anual                                                                         |
| --- | ----------------------------------------------------------------------------- | ----------------------------------------------------------------------------- | ----------------------------------------------------------------------------- | ----------------------------------------------------------------------------- | ----------------------------------------------------------------------------- | ----------------------------------------------------------------------------- | ----------------------------------------------------------------------------- | ----------------------------------------------------------------------------- | ----------------------------------------------------------------------------- | ----------------------------------------------------------------------------- | ----------------------------------------------------------------------------- | ----------------------------------------------------------------------------- | ----------------------------------------------------------------------------- |
| Temp. media (°C) | 3.2                                                                           | 4.7                                                                           | 7.0                                                                           | 8.7                                                                           | 12.2                                                                          | 16.3                                                                          | 19.4                                                                          | 19.0                                                                          | 16.0                                                                          | 11.2                                                                          | 6.8                                                                           | 4.0                                                                           | 10.7                                                                          |
| Precipitación total (mm) | 55.4                                                                          | 41.8                                                                          | 30.3                                                                          | 38.0                                                                          | 50.9                                                                          | 34.2                                                                          | 17.0                                                                          | 14.6                                                                          | 26.1                                                                          | 53.2                                                                          | 49.5                                                                          | 57.0                                                                          | 468.1                                                                         |
| Fuente: Ministerio de Agricultura, Alimentación y Medio Ambiente. Datos de precipitación para el periodo 1968-2003 y de temperatura para el periodo 1968-2003 en Santa Croya de Tera 23 de octubre de 2012 |                                                                               |                                                                               |                                                                               |                                                                               |                                                                               |                                                                               |                                                                               |                                                                               |                                                                               |                                                                               |                                                                               |                                                                               |                                                                               |

## Historia
En la Edad Media, el territorio en el que se asienta la localidad quedó integrado en el Reino de León, cuyos monarcas habrían emprendido la fundación de Santa Croya.
Posteriormente, en la Edad Moderna, Santa Croya de Tera fue una de las localidades que se integraron en la provincia de las Tierras del Conde de Benavente y dentro de esta en la receptoría de Benavente.
No obstante, al reestructurarse las provincias y crearse las actuales en 1833, la localidad pasó a formar parte de la provincia de Zamora, dentro de la Región Leonesa, quedando integrada en 1834 en el partido judicial de Benavente.

### Cofradía de la Vera Cruz
En el plano religioso cabe señalar que en 1672 se fundó la Cofradía de la Vera Cruz, cuya función principal es estar unidos todos sus miembros por la Iglesia, con obligación de asistir a los actos religiosos y de caridad. En 1785 fueron reformados sus estatutos que son los que están vigentes. Constan de treinta y cinco capítulos. Sin número fijo de cofrades tiene los cargos visibles de mayordomo, juez y procurador, elegidos solemnemente en asamblea general o cabildo. Nota singular de esta institución religiosa son las multas, por no haber confesado o comulgado en el cumplimento pascual, faltas de respeto, riñas, etc. Cumpliéndose con libras de cera y nunca con dinero. En 1972 se celebró el trescientos aniversario de la fundación de esta cofradía, asistiendo a los actos conmemorativos el obispo de la Diócesis de Astorga.

### Leyenda de Santa Marina
También se dice que existió un pueblo entre Santibáñez de Tera y Santa Cruz, en los llamados hoy “Arrotos” y que se denominó Santa Marina. Se cuenta sobre la gente de este pueblo que eran avaros no guardando los días de precepto. Hubo por su maldad un castigo divino. Envió la Providencia una paloma anunciando el derrumbamiento del pueblo. Posándose la paloma en el campanario dijo: “Santa Marina, dentro de un rato serás hundida”, produciéndose un cataclismo que lo arruinó por completo. También cuenta la tradición que vino a desaparecer Santa Marina por los pecados de carne cometidos en el convento que allí existía.
Durante doscientos años aproximadamente, Santibáñez y Santa Croya se disputaron el terreno donde estuvo enclavada Santa Marina y para concluir con el pleito, se tomó el acuerdo de fijar la línea divisoria de los términos en el punto donde estuvo emplazada la Torre de Santa Marina. Hoy en día los vecinos del pueblo que excavan en el lugar donde estaba ubicada Santa Marina, están hallando restos de dicho enclave.

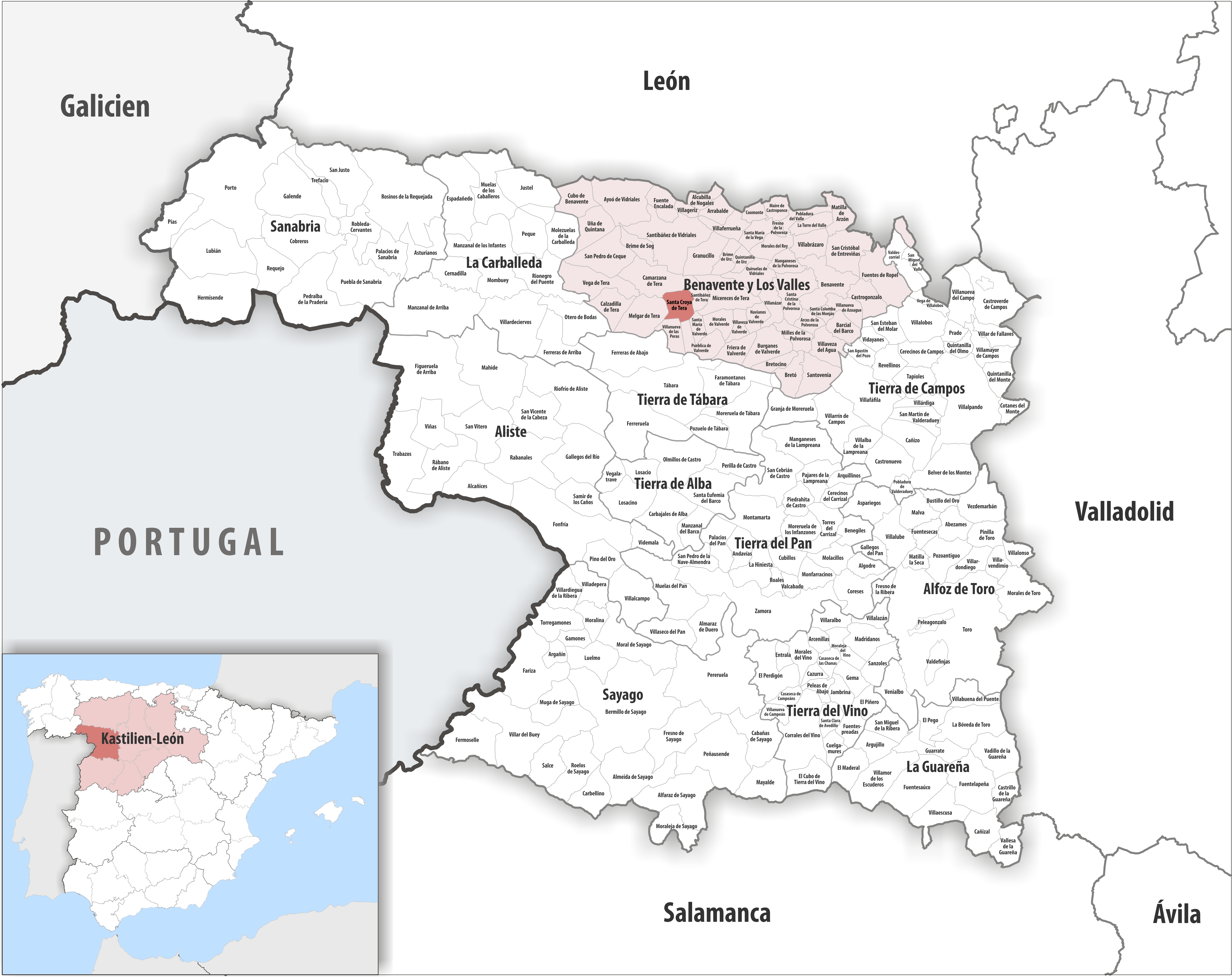
Localización de Santa Croya de Tera

## Demografía
Cuenta con una población de 260 habitantes (INE 2024).
| Gráfica de evolución demográfica de Santa Croya de Tera entre 1842 y 2021                                             |
| |
| Población de derecho según los censos de población del INE. Población de hecho según los censos de población del INE. |

## Símbolos
El escudo heráldico que representa al municipio fue aprobado oficialmente el 3 de diciembre de 1986 con el siguiente blasón:

«Escudo en mantel; 1.º, de plata, cruz latina de sable, 2.º, de azur, cayado y zurrón de pastor, de plata, y el mantel de plata, dos manos de gules. Al timbre, Corona Real Cerrada.»
Boletín Oficial de Castilla y León nº 148 de 22 de diciembre de 1986

## Patrimonio

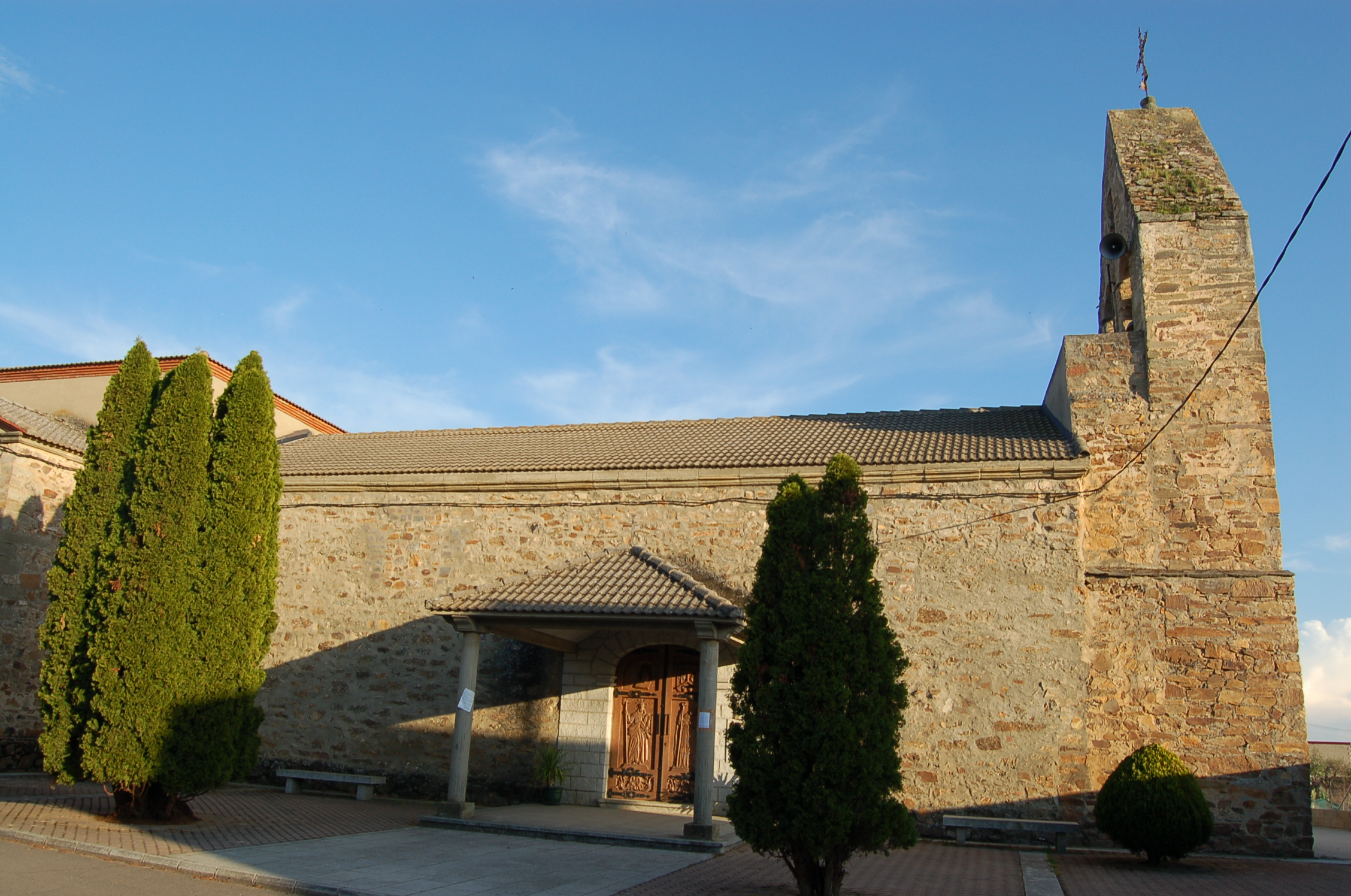
Iglesia de Santo Tomás Apóstol.

Destaca su iglesia parroquial, puesta bajo la advocación de Santo Tomás Apóstol, patrono de la localidad. En ella tiene especial relieve la espadaña. El elemento que marca la antigüedad de la iglesia parroquial es su pila bautismal, que data del siglo XVI y es de estilo gótico. Alberga también una primitiva imagen de Santa María, del siglo XV. Bien conservada, está compuesta de una única nave, a cuyos pies se sitúa el coro y dos capillas que se abren a cada uno de los lados del presbiterio. Cuenta con retablos de estilo barroco, de los que el principal se halla dividido con las típicas columnas entorchadas y adornadas profusamente de sarmientos y racimos.

## Fiestas
Santa Croya de Tera cuenta con varias fiestas, entre las que destacan La Sacramental (el domingo siguiente al Corpus), y las de San Cayetano. Durante estas últimas, unas mozas vestidas de rodao y mantón le cantan al santo una loa para pedir lluvia si ha llovido poco, o para que deje de llover si ha llovido mucho. Mientras, dos mozos de 18 años le ofrecen dos ramos con roscones, que serán bendecidos por el cura. Al finalizar, tanto los roscones bendecidos como otros no bendecidos, se venden entre los vecinos del pueblo en pública subasta.
El último fin de semana de julio tienen lugar las fiestas en honor a Santo Tomás, donde se concentran jóvenes y no tan jóvenes del pueblo, de la villa de Benavente y de sus alrededores. Esta fiesta debería celebrarse en octubre, pero fue trasladada a julio para permitir una mayor afluencia de gente. Sus orígenes se remontan a la fiesta que comenzaron a organizar, hace años, los jóvenes de la peña "La Jarra". El pueblo no contaba con fiestas en periodo estival, y ésta fue la forma de que Santa Croya tuviera la suya. En sus primeros años fueron muy modestas, pagadas con el dinero que se obtenía de la barra colocada junto al grupo que amenizaba la verbena nocturna. En la actualidad, estas fiestas se pagan con cargo a una partida del presupuesto del ayuntamiento.